# Плечоногі
Плечоно́гі, брахіопо́ди (лат. Brachiopoda, від дав.-гр. βραχίων — плече, дав.-гр. πούς — нога) — тип безхребетних морських тварин.

## Біологія
Плечоногі — невеликі одиночні тварини, які ведуть осілий спосіб життя. Зустрічаються найчастіше в місцях без сильних течій та хвиль, часто в холодних водах. Тіло вкрито двостулковою черепашкою, через що плечоногі ззовні нагадують двостулкових молюсків. Довжина черепашки від 5 мм до 8 см; у викопних видів досягала 37,5 см. Забарвлення жовтувате, рожеве або сіре; у деяких видів чорне, помаранчеве чи червоне. Зовнішня поверхня черепашки буває гладкою, ребристою або складчастою; у деяких викопних видів були шипи. Основною мінеральною речовиною черепашки є кальцит або апатит.
На відміну від двостулкових молюсків, брахіоподи мають не праву і ліву, а спинну і черевну стулки. При цьому черевна стулка більше, ніж спинна, і зазвичай опукла; спинна буває плоскою і навіть увігнутою. Задні краї стулок з'єднуються особливими виростами (замком) або м'язами. Для прикріплення до ґрунту плечоногим служить стеблинка, або ніжка; ті форми, у яких ніжка відсутня, або зариваються в ґрунт, або приростають до субстрату черевною стулкою. Тіло плечоногих розташоване в задній частині раковини; передня частина вистелена мантією і зайнята «руками» - парою довгих спіральних виростів тіла. Руки багатьох плечоногих мають внутрішній скелет — ручний апарат. Разом з мохуватками і форонідами плечоногі належать до тварин, які мають т. зв. лофофор, — руки в них засаджені щупальцями з миготливими війками, які створюють постійний приплив води в мантійну порожнину, доставляючи харчові частинки (планктон) і кисень. Рот лежить біля основи рук, травна система наскрізна або сліпа (без ануса). Є метанефрідії, серце з кровоносними судинами, навкологлоткове нервове кільце і нерви.

### Розмноження і розвиток
Плечоногі зазвичай роздільностатеві; запліднення зовнішнє, зрідка є виводкові камери. Розвиток з метаморфозом: вільно плавуча личинка прикріплюється до субстрату і перетворюється на молоду особу.

## Класифікація та еволюція

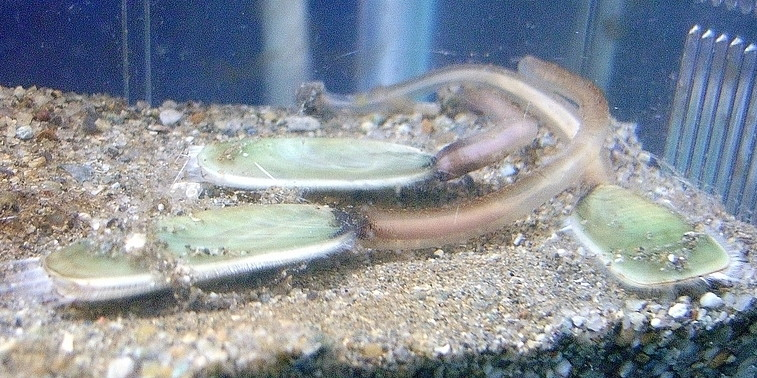
Lingula anatina

Існує близько 330 сучасних видів; викопних видів налічують понад 12 000.
Тип плечоногих традиційно ділиться на два класи:
- Клас беззамкові (Inarticulata). Стулки раковини не мають шарнірних виступів-зубів і скріплюються за допомогою м'язів.
- Клас замкові (Articulata). Стулки раковини утворюють «замок»; травна система без анального отвору.

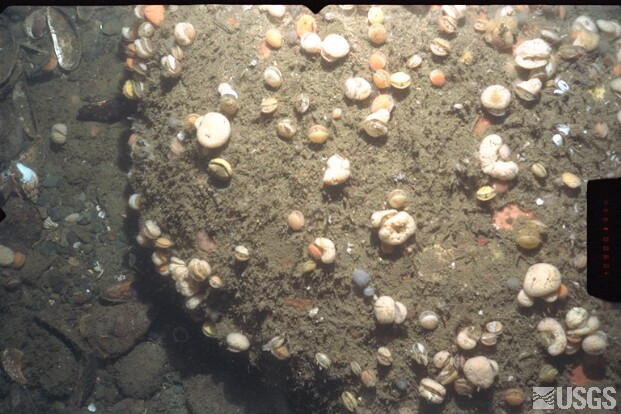
Брахіоподи на морському дні

Плечоногі відомі з кембрію; найбільшого розквіту досягли в девоні. На рубежі раннього і пізнього палеозою частина рядів вимерла; в кам'яновугільному і пермському періодах панували ряди продуктід (Productida) і спіріферід  (Spiriferida). Після пермсько-тріасового вимирання збереглися 4 ряди, які дожили до наших днів. Є припущення, що повільне скорочення числа плечоногих за останні 100 млн років — прямий результат збільшення числа двостулкових молюсків, які витіснили плечоногих зі звичних місць їх проживання. Плечоногі, завдяки багатству залишків і їх збереженню, — цінні керівні копалини для встановлення геологічного віку пластів, що їх містять і фізико-географічних обставин, що існували колись в даній місцевості.

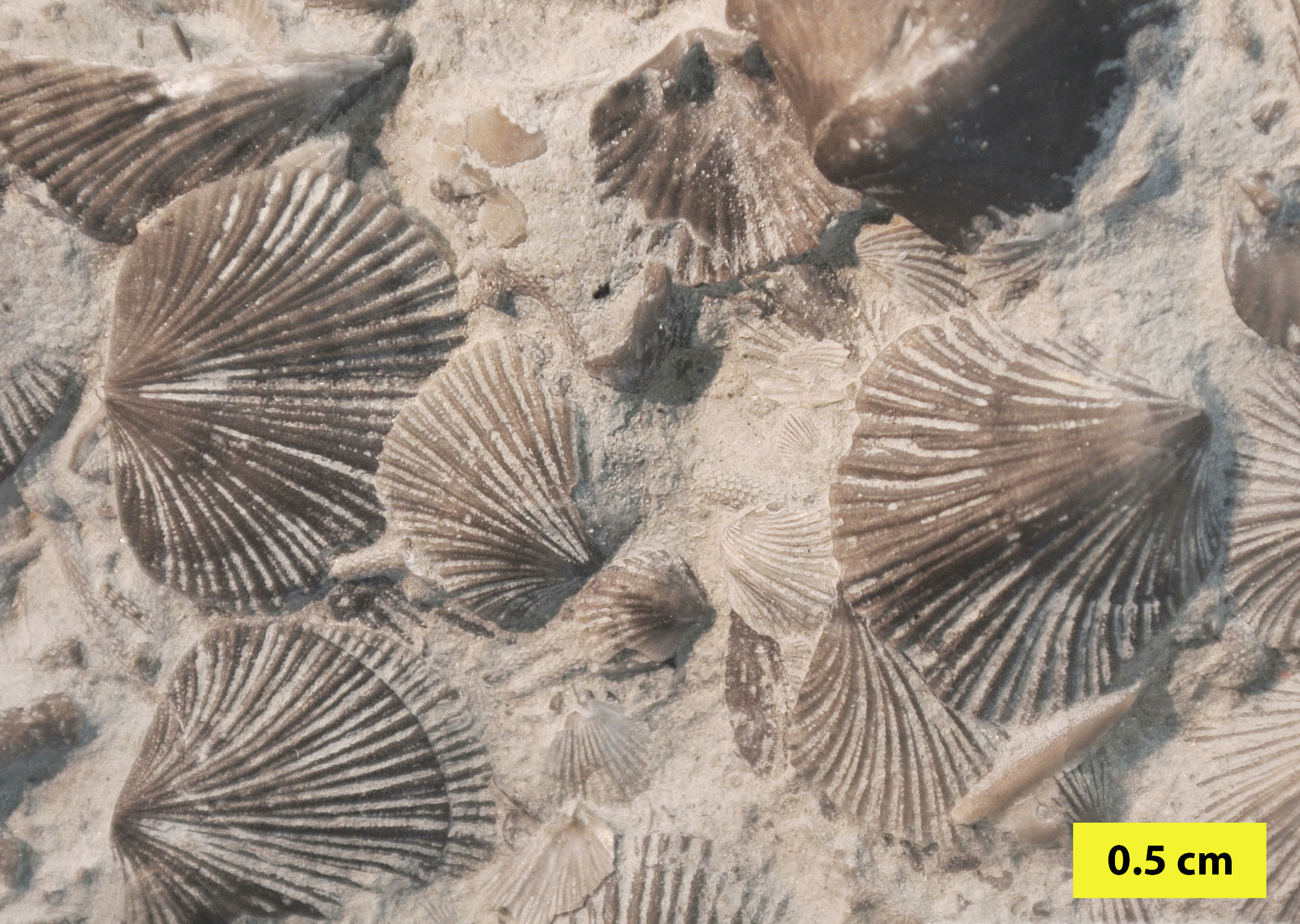
Cincinnetina meeki
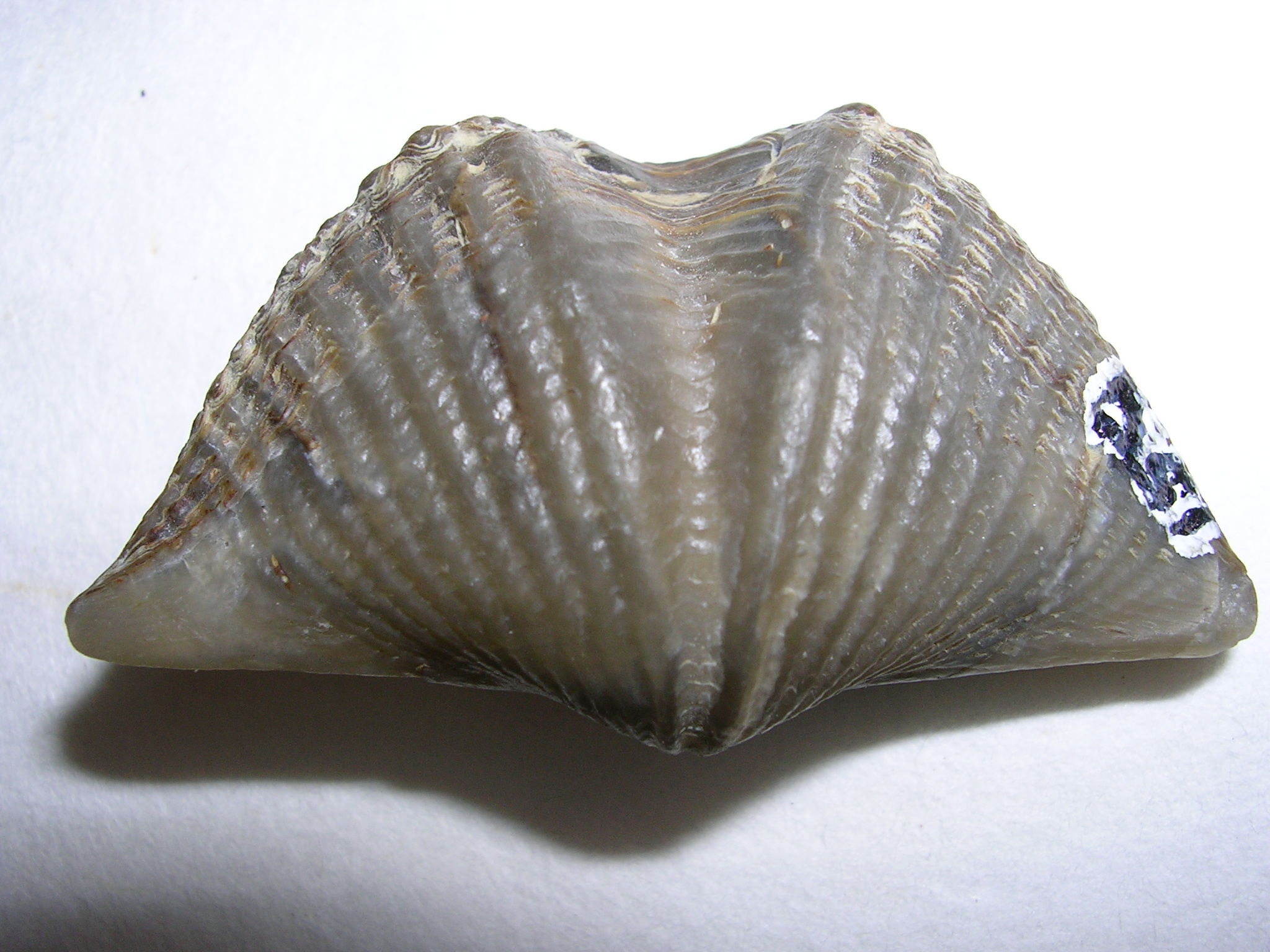
Mucrospirifer tedfordensis
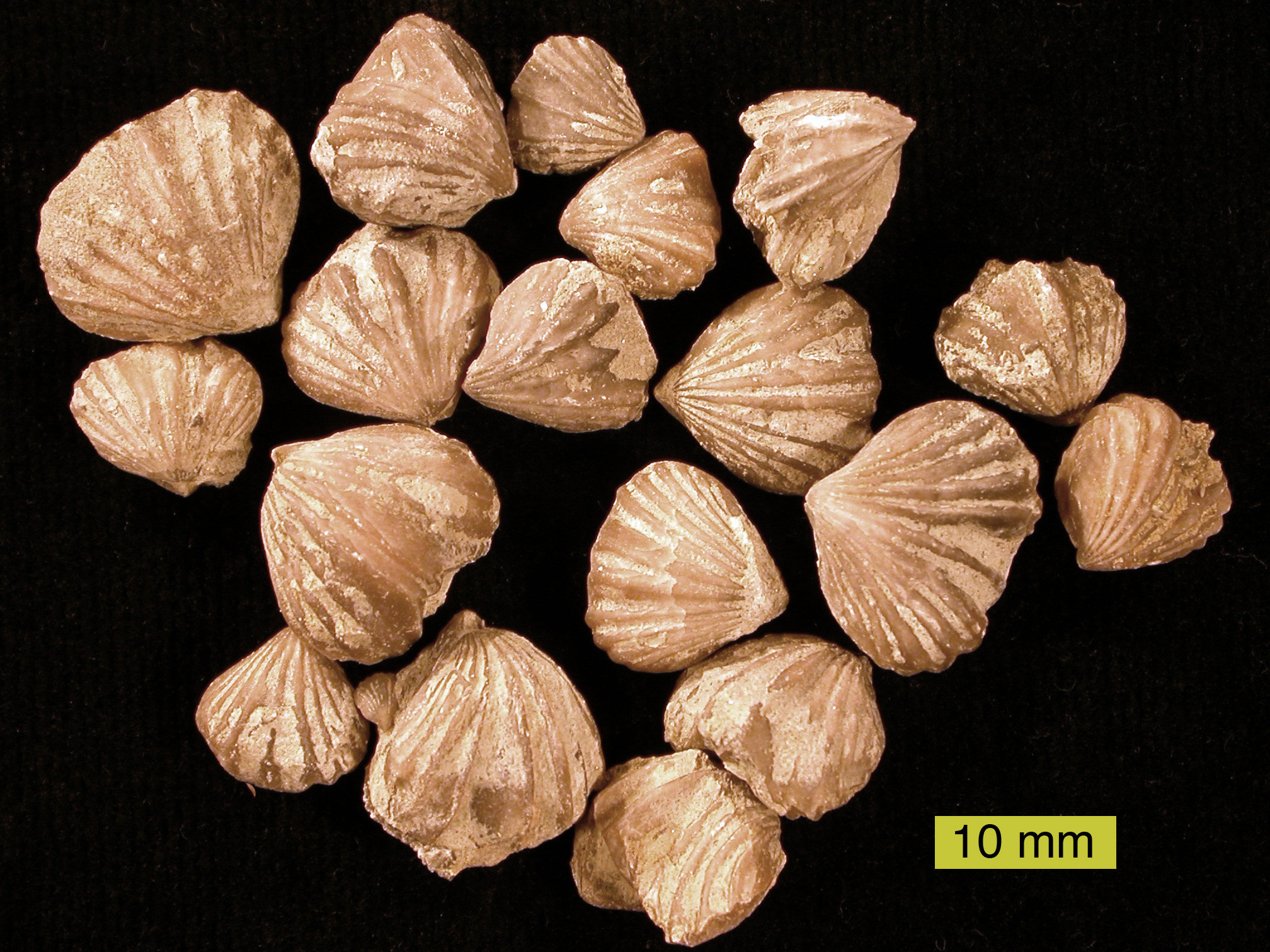
Rhynchotrema dentatum
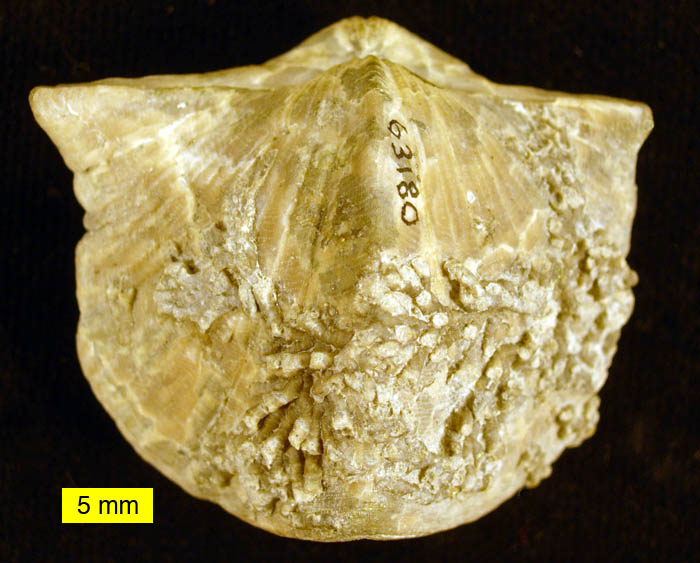
Spiriferida
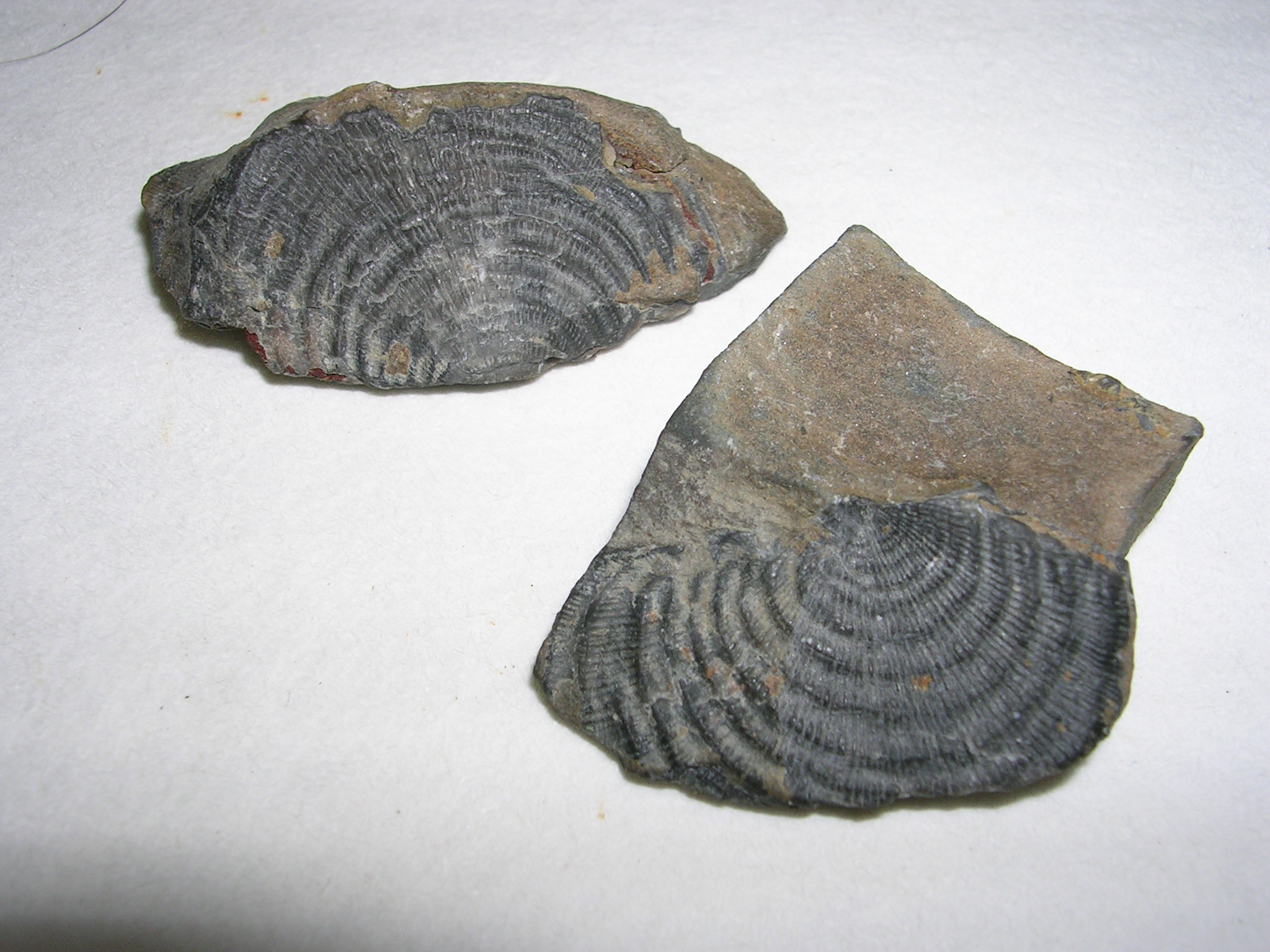
Leptaena
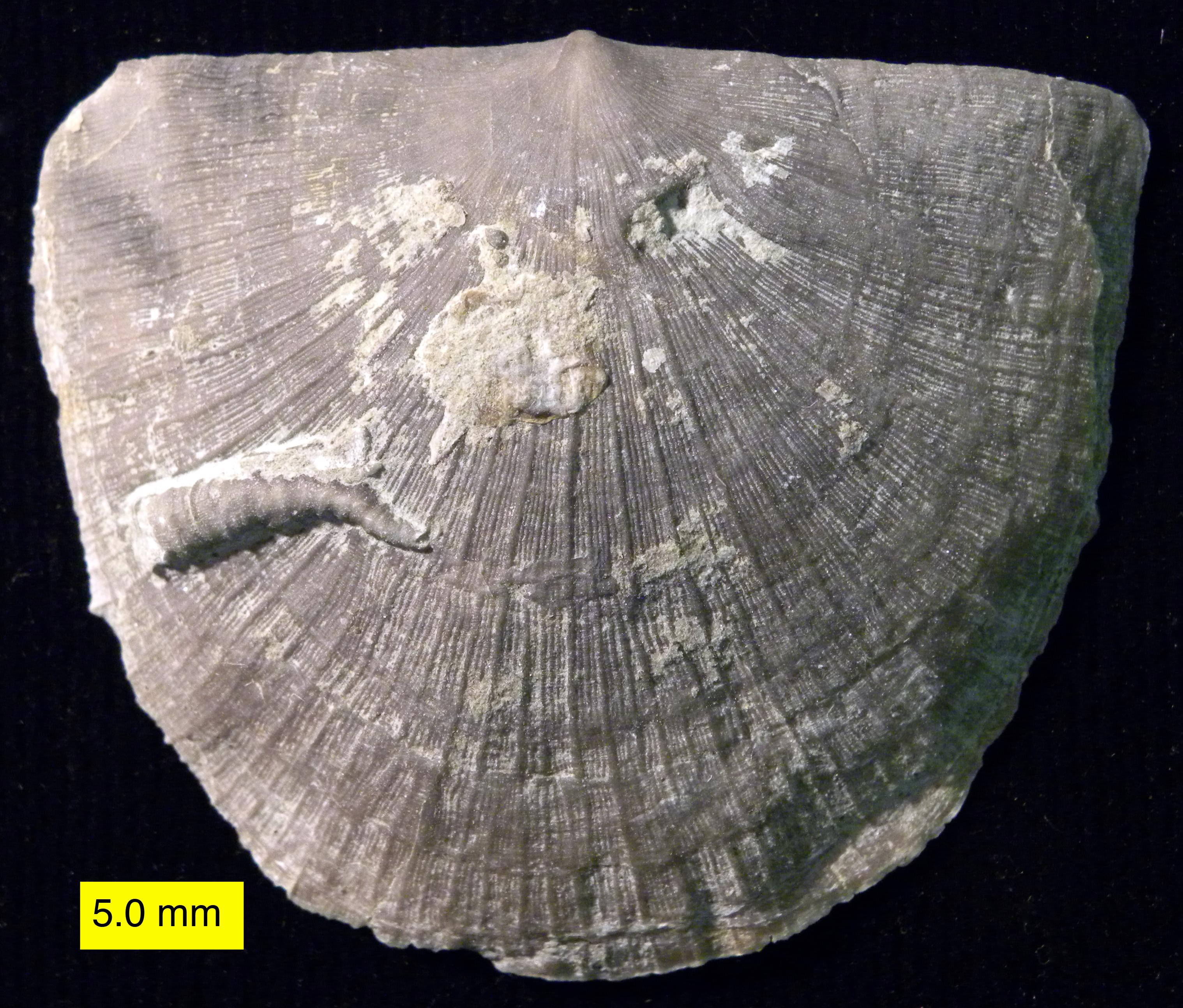
Strophomenida
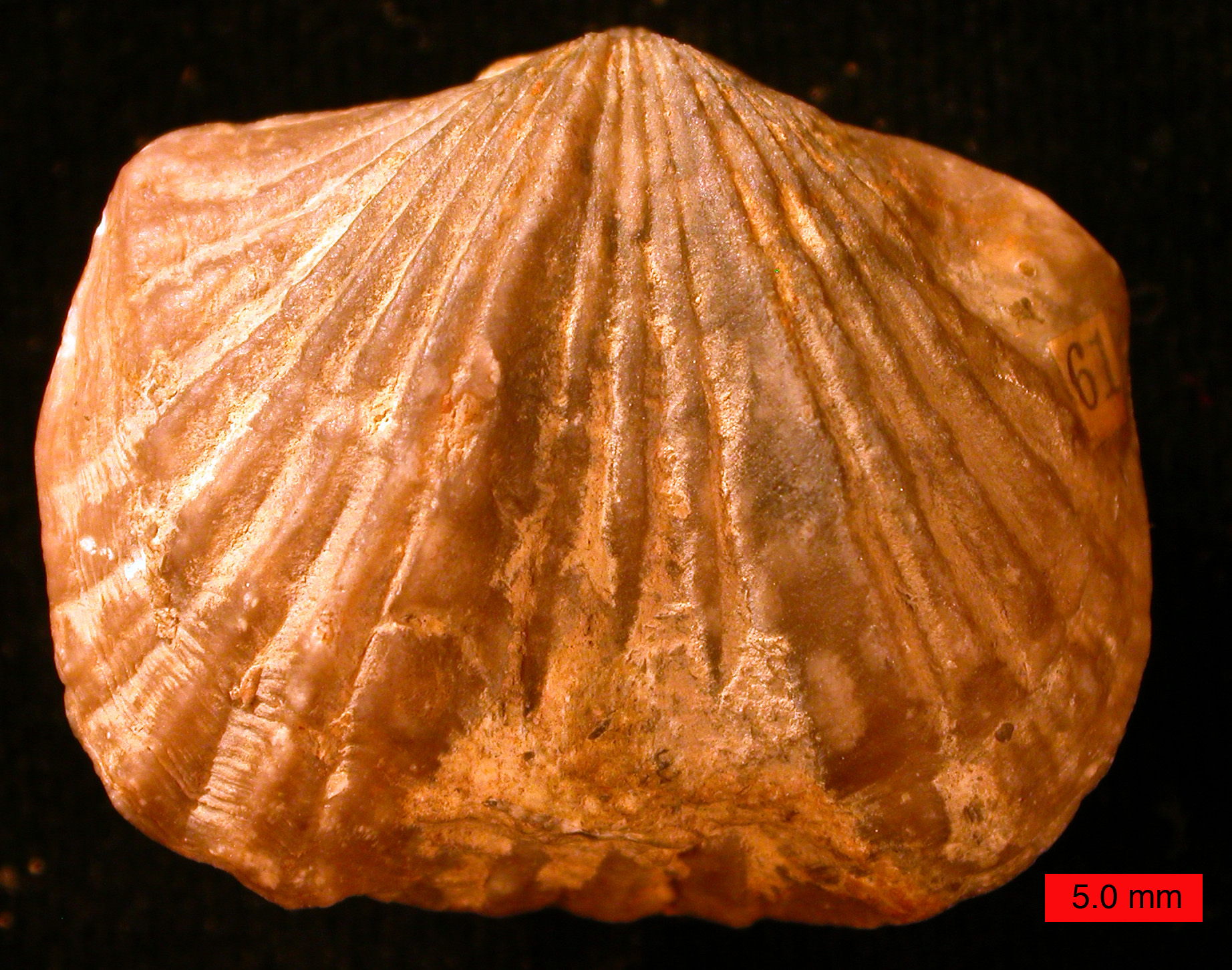
Platystrophia ponderosa
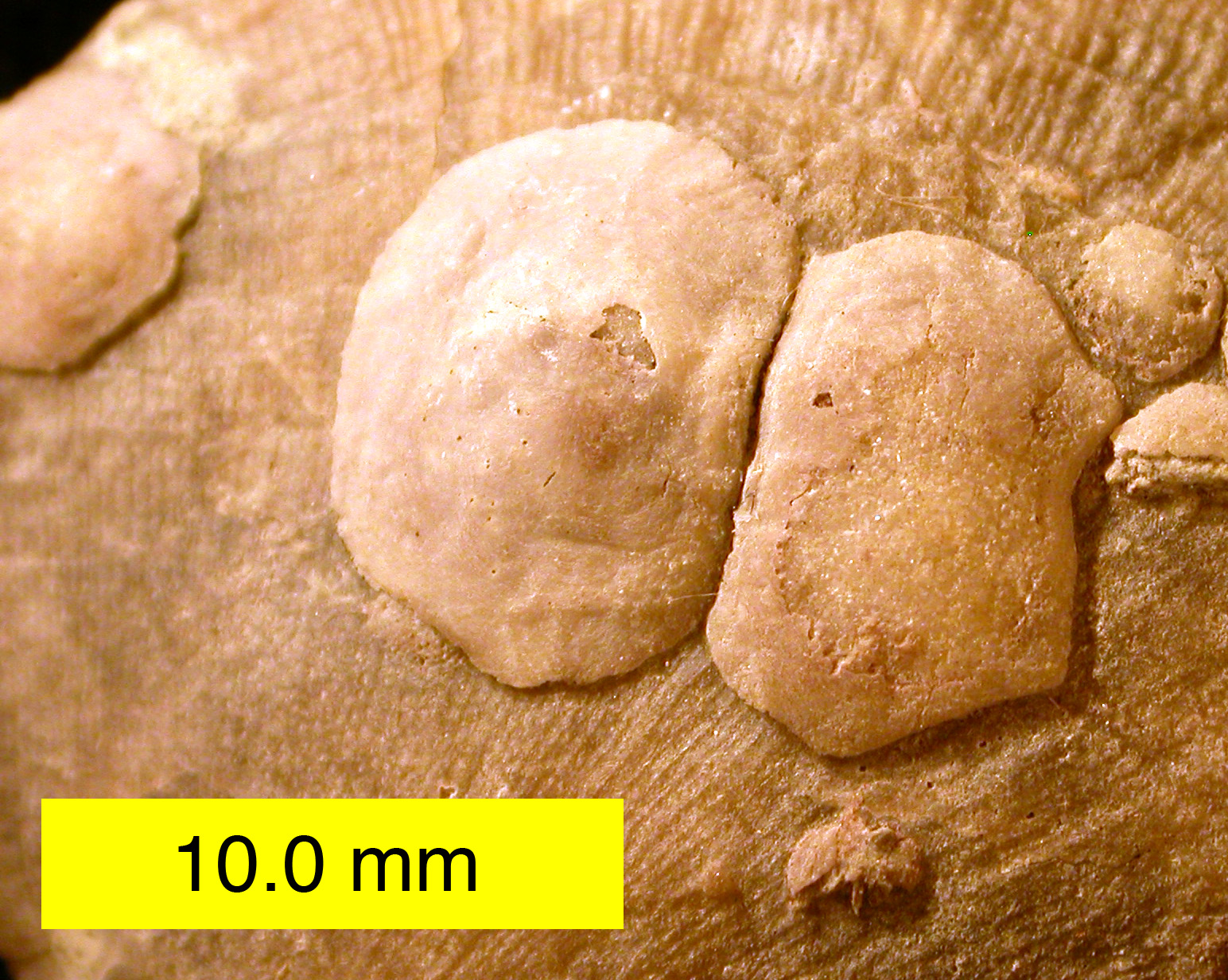
Petrocrania